# 被破壞的男人
《被破壞的男人》，(韓文:파괴된 사나이。又名：被摧毀的人 / 復仇者)是一部2010年上映的韓國電影，導演為禹民鎬，主要演員有金明民、嚴基俊、朴珠美、金所泫等。

## 剧情
朱英秀（金明民飾）是一名牧師，和妻子敏晶（朴珠美飾）過著幸福的生活，兩人共同養育著他們的女兒慧琳（金所泫飾），不料女兒遭到了綁架，從此失去音訊。 8年後，已放棄尋找女兒的英秀接到了綁匪的電話，道出女兒慧琳還活著且在他手上，面對綁匪要求的巨額贖金，英秀開始了尋找女兒之路。

## 演員陣容[1]
- 金明民：飾朱英秀，失踪者慧琳的父親
- 嚴基俊：飾崔秉哲，绑匪
- 朴珠美：飾朴敏晶，失踪者慧琳的母親
- 金所泫：飾朱慧琳，英秀和敏晶失踪8年的女兒
- 安瑞賢：飾幼年時期的朱慧琳
- 홍재성（朝鲜语：임정운）：飾朱英秀的妻舅
- 李豪宰：飾盧申思，與崔秉哲進行音響買賣的男子
- 崔光日（朝鲜语：최광일）：飾醫生時期的朋友
- 申賢宗：飾音響店社長
- 曹文義：飾LP中年男
- 李炳俊：飾具班長
- 俞敏民：飾快遞司機
- 吳光祿：飾GPS技術員
- 金应洙：飾金姓醫院院長
- 이장원（朝鲜语：이장원 (성우)）：飾胖社長
- 鄭炳浩（朝鲜语：정병호）：飾醫院總經理
- 姜永谷（朝鲜语：강영구）：飾阿門教堂的牧師
- 權晟敏（朝鲜语：권성민）：飾一位刑警

## 制作花絮
- 扮演牧師的金明民本身就是一名基督教徒。

- 金明民以往的作品演出都甚少有親熱片段，而在該片中他首次上演了大膽的床戲。

- 為了配合角色，金明民向導演提議把頭髮電卷，而且已戒菸多時的他也再次拾起了吸煙的這個陋習。

- 劇組將父親尋找女兒的拍攝場景選擇在了大量人流集中的場所，如火車站、醫院、溜冰場、地鐵站、廣場等，並使用快速的鏡頭拍攝。片中被誘拐的女孩和殺人魔生活了八年的地方則選擇在了京畿道陽平的一處僻靜地帶。

- 飾演綁匪崔秉哲的演員-嚴基俊憑本電影分別入圍了《第47屆百想藝術大賞》電影類最佳新人男演員獎，《第47屆韓國電影大鐘獎》最佳新人男演員獎。並於《第15屆富川國際幻想電影節》獲得了Star獎。

## 影片評價
《被破壞的男人》具有強烈的視覺效果和緊張的節奏，該片雖然被分類為青少年禁止觀看級別，但是該片的父愛主題在30-40歲的男性觀眾中引起共鳴，使該片在激烈的暑期票房競爭中依然創下了良好的票房成績。該片的情節新穎，金明民等主演的演技也獲得了觀眾的肯定。（新浪娛評）

## 外部連結
- Daum （页面存档备份，存于）